# Isabella Gonzaga (1574-1593)
Isabella Gonzaga (Castiglione delle Stiviere, 12 novembre 1574 – Madrid, 5 ottobre 1593) è stata una nobildonna italiana.

## Biografia
Era figlia di Ferrante, marchese di Castiglione, e di Marta Tana di Santena.
Nel settembre 1581, assieme ai genitori e ai fratelli Luigi e Rodolfo, andò ad omaggiare a Padova Maria di Spagna, moglie dell'imperatore Massimiliano II d'Asburgo, che venne scortata sino in Spagna. Mentre la famiglia fece ritorno a Castiglione nel luglio 1584, la piccola Isabella rimase presso la corte di Spagna come damigella dell'infanta Isabella Clara, sull'esempio della madre Marta e non fece più ritorno in Italia.
Alla morte del padre Ferrante, lasciò nel suo testamento una dote di 10.000 scudi a favore della figlia.
Isabella morì nel 1593 ed ebbe l'onore di essere sepolta nel Monastero dell'Escorial.

## Ascendenza
|                     |             |                         | Genitori                   |  |  | Nonni |  |  | Bisnonni        |  |  | Trisnonni            |  |
|                     |             |                         |                            |  |  |       |  |  | Rodolfo Gonzaga |  |  | Ludovico III Gonzaga |  |
|                     |             |                         |                            |  |  |       |  |  | Rodolfo Gonzaga |  |  | Ludovico III Gonzaga |  |
|                     |             | Barbara di Brandeburgo  |                            |  |  |       |  |  | Rodolfo Gonzaga |  |  |                      |  |
| Aloisio Gonzaga     |             |                         |                            |  |  |       |  |  | Rodolfo Gonzaga |  |  |                      |  |
|                     |             | Caterina Pico           | Gianfrancesco I Pico       |  |  |       |  |  |                 |  |  |                      |  |
|                     |             | Caterina Pico           | Gianfrancesco I Pico       |  |  |       |  |  |                 |  |  |                      |  |
|                     |             | Caterina Pico           | Giulia Boiardo             |  |  |       |  |  |                 |  |  |                      |  |
| Ferrante Gonzaga    |             | Caterina Pico           |                            |  |  |       |  |  |                 |  |  |                      |  |
|                     |             | Gian Giacomo Anguissola | Giovanni Carlo Anguissola  |  |  |       |  |  |                 |  |  |                      |  |
|                     |             | Gian Giacomo Anguissola | Giovanni Carlo Anguissola  |  |  |       |  |  |                 |  |  |                      |  |
|                     |             | Gian Giacomo Anguissola | Caterina Torelli d'Aragona |  |  |       |  |  |                 |  |  |                      |  |
| Caterina Anguissola |             | Gian Giacomo Anguissola |                            |  |  |       |  |  |                 |  |  |                      |  |
|                     |             | Angela Radini Tedeschi  | Daniele Radini Tedeschi    |  |  |       |  |  |                 |  |  |                      |  |
|                     |             | Angela Radini Tedeschi  | Daniele Radini Tedeschi    |  |  |       |  |  |                 |  |  |                      |  |
|                     |             | Angela Radini Tedeschi  | ...                        |  |  |       |  |  |                 |  |  |                      |  |
| Isabella Gonzaga    |             | Angela Radini Tedeschi  |                            |  |  |       |  |  |                 |  |  |                      |  |
|                     | Ercole Tana | Baldassarre Tana        |                            |  |  |       |  |  |                 |  |  |                      |  |
|                     | Ercole Tana | Baldassarre Tana        |                            |  |  |       |  |  |                 |  |  |                      |  |
|                     | Ercole Tana | ...                     |                            |  |  |       |  |  |                 |  |  |                      |  |
| Baldassarre Tana    | Ercole Tana |                         |                            |  |  |       |  |  |                 |  |  |                      |  |
|                     |             | Elena Benso di Mondonio | Bartolomeo Benso           |  |  |       |  |  |                 |  |  |                      |  |
|                     |             | Elena Benso di Mondonio | Bartolomeo Benso           |  |  |       |  |  |                 |  |  |                      |  |
|                     |             | Elena Benso di Mondonio | Tommasina Vignati          |  |  |       |  |  |                 |  |  |                      |  |
| Marta Tana          |             | Elena Benso di Mondonio |                            |  |  |       |  |  |                 |  |  |                      |  |
|                     |             | Girolamo della Rovere   | Stefano della Rovere       |  |  |       |  |  |                 |  |  |                      |  |
|                     |             | Girolamo della Rovere   | Stefano della Rovere       |  |  |       |  |  |                 |  |  |                      |  |
|                     |             | Girolamo della Rovere   | Luchesia della Rovere      |  |  |       |  |  |                 |  |  |                      |  |
| Anna della Rovere   |             | Girolamo della Rovere   |                            |  |  |       |  |  |                 |  |  |                      |  |
|                     |             | Maria Grimaldi          | Giovanni II di Monaco      |  |  |       |  |  |                 |  |  |                      |  |
|                     |             | Maria Grimaldi          | Giovanni II di Monaco      |  |  |       |  |  |                 |  |  |                      |  |
|                     |             | Maria Grimaldi          | Libera Portoneri           |  |  |       |  |  |                 |  |  |                      |  |
|                     |             | Maria Grimaldi          |                            |  |  |       |  |  |                 |  |  |                      |  |